# ميثود موانجالي
ميثود موانجالي (بالإنجليزية: Method Mwanjali)‏ (25 أبريل 1983 - ) هو لاعب كرة قدم زيمبابوي في مركز الدفاع. لعب مع ماميلودي صن داونز ونادي مبومالانجا بلاك أسأت.

## وصلات خارجية
- ميثود موانجالي على موقع قاعدة بيانات كرة القدم.إي يو (الإنجليزية)
- ميثود موانجالي على موقع ناشيونال فوتبول تيمز (الإنجليزية)